# 楊果 (弘治進士)
楊果（1473年—？），字實夫，直隸揚州府高郵州興化縣人，竈籍，明朝政治人物。

## 生平
弘治十一年（1498年）戊午科應天府鄉試第十四名舉人。弘治十五年（1502年）中式壬戌科會試第二名，二甲第八十二名進士。

## 家族
曾祖楊楚材；祖父楊𨬔〔釒閏〕；父楊縉，母周氏。具庆下。弟楊槃。